# يو هوريوتشى
يو هوريوتشى (باليابانية: 堀内優؛ بالكانا: ほりうち　ゆう) هي مصارعة الهواة يابانية، ولدت في 23 ديسمبر 1990 في كيوتو في اليابان.

## وصلات خارجية
- يو هوريوتشى على موقع قاعدة بيانات المصارعة الدولية (الإنجليزية)